# Somewhere in Africa
Somewhere in Africa: The Cries of humanity es una película dramática, coproducción  nigeriana-ghanesa de 2011 dirigida por Frank Rajah Arase. Está protagonizada por Majid Michel, Martha Ankomah y Kofi Adjorlolo. Recibió 7 nominaciones en la novena edición de los Premios del Cine Africano, Majid Michel recibió el único premio de la película.

## Elenco
- Majid Michel como el general Yusuf Mombasa
- Majid Michel como Frank Leuma, Reverendo Francis Jackson
- Martha Ankomah como Nivera
- Eddie Nartey como Pascal
- Kofi Adjorlolo como General Olemba
- Roselyn Ngissah como Capitán Rajile
- David Dontoh como presidente Gabiza

## Recepción
Nollywood Reinvented le otorgó una calificación del 43%, elogió su banda sonora, cinematografía y guion.

## Premios
Recibió 7 nominaciones en la novena edición de los Premios de la Academia del Cine Africano en las categorías: Logro en diseño de producción, diseño de vestuario, maquillaje, banda sonora, efectos visuales, Mejor actor joven / más prometedor y Mejor actor en una Papel principal. Majid Michel recibió el único premio de la película.